# (6381) Toyama
(6381) Toyama es un asteroide perteneciente al cinturón de asteroides, región del sistema solar que se encuentra entre las órbitas de Marte y Júpiter, descubierto el 21 de febrero de 1988 por Tetsuya Fujii y el también astrónomo Kazuro Watanabe desde el Observatorio de Kitami, Hokkaidō, Japón.

## Designación y nombre
Designado provisionalmente como 1988 DO1. Fue nombrado en honor al astrónomo aficionado japonés Miyuki Toyama (n. 1953) quien ha estado explicando el cielo nocturno en planetaria durante muchos años. También es famoso como ilustrador del espacio.

## Características orbitales
(6381) Toyama está situado a una distancia media del Sol de 2,258 ua, pudiendo alejarse hasta 2,510 ua y acercarse hasta 2,006 ua. Su excentricidad es 0,111 y la inclinación orbital 6,082 grados. Emplea 1239,31 días en completar una órbita alrededor del Sol.

## Características físicas
La magnitud absoluta de (6381) Toyama es 13,54. Tiene 5,028 km de diámetro y su albedo se estima en 0,340. 